# 다카라즈카 가극단 64기생
다카라즈카 가극단 64기생은 1976년에 다카라즈카 음악학교에 입학, 1978년에 졸업, 다카라즈카 가극단에 입단해, 「축제판타지」 「마이 럭키 찬스」로 초무대를 밟은 46명을 가리킨다. 1976년도의 다카라즈카 음악학교 수험생은 636명, 합격자는 48명이며, 경쟁률 13.3 : 1, 중퇴자 2명이 있다.

## 개요
이 기수에는 전 호시구미 톱스타 시온 유우, 전 하나구미 톱여역 아키시노 미호, 전 하나구미 톱여역 히비키 미토, 전 하나구미 남역 스타 히이라기 카즈키, 전 츠키구미 남역 스타 고 마유카, 전 유키구미 여역 스타 니시나 유리, 전 하나구미 여역이자 현재 다카라즈카 가극단 안무가 미오리 유미노, 전 하나구미 남역이자 현재 무대 배우 츠바사 유우키가 입단했다.

## 일람
| 예명            | 생일      | 출신지                       | 출신 학교                      | 예명의 유래                                            | 애칭                   | 역할 | 퇴단년도 | 비고                                                                               |
| --------------- | --------- | ---------------------------- | ------------------------------ | ------------------------------------------------------ | ---------------------- | ---- | -------- | ---------------------------------------------------------------------------------- |
| 愛川麻貴        | 2월 23일  | 오사카부 오사카시            | 테즈카야마가쿠인               | 존경하는 선생님이 명명                                 | 마키                   | 남역 | 1992년   | 일본무용・花柳萩川                                                                 |
| 아이카와 마키   | 2월 23일  | 오사카부 오사카시            | 테즈카야마가쿠인               | 존경하는 선생님이 명명                                 | 마키                   | 남역 | 1992년   | 일본무용・花柳萩川                                                                 |
| 青柳有紀        | 3월 11일  | 아이치현 나고야시            | 스기야마죠가쿠엔               |                                                        | 미도리, 미-, 유키양    | 여역 | 1986년   |                                                                                    |
| 아오야기 유키   | 3월 11일  | 아이치현 나고야시            | 스기야마죠가쿠엔               |                                                        | 미도리, 미-, 유키양    | 여역 | 1986년   |                                                                                    |
| 明石昇          | 10월 12일 | 도쿄도                       | 에도가와고등학교               |                                                        | 오기                   | 남역 | 1981년   |                                                                                    |
| 아카시 노보루   | 10월 12일 | 도쿄도                       | 에도가와고등학교               |                                                        | 오기                   | 남역 | 1981년   |                                                                                    |
| 秋篠美帆        | 7월 18일  | 도쿄도 스미다구              | 야마와키가쿠엔                 | 아키시노데라 (秋篠寺)                                  | 마사에, 마-짱          | 여역 | 1987년   | 배우                                                                               |
| 아키시노 미호   | 7월 18일  | 도쿄도 스미다구              | 야마와키가쿠엔                 | 아키시노데라 (秋篠寺)                                  | 마사에, 마-짱          | 여역 | 1987년   | 배우                                                                               |
| あすな花梨      | 11월 13일 | 도쿄도 신주쿠구              | 분쿄고등학교                   |                                                        | 카린                   | 여역 | 1983년   |                                                                                    |
| 아스나 카린     | 11월 13일 | 도쿄도 신주쿠구              | 분쿄고등학교                   |                                                        | 카린                   | 여역 | 1983년   |                                                                                    |
| 杏東なち        | 10월 27일 | 오사카부                     | 요우세이중학교                 | 자기가 고안                                            | 안                     | 남역 | 1980년   |                                                                                    |
| 안도 나치       | 10월 27일 | 오사카부                     | 요우세이중학교                 | 자기가 고안                                            | 안                     | 남역 | 1980년   |                                                                                    |
| 麗たまき        | 12월 5일  | 대만                         | 히가시소노다중학교             | 본명 (후려문 (侯麗文)                                  | 레이짱                 | 남역 | 1985년   | 1979년에 레이 타마키 (麗たまき)로 개명                                             |
| 우라라 타마키   | 12월 5일  | 대만                         | 히가시소노다중학교             | 본명 (후려문 (侯麗文)                                  | 레이짱                 | 남역 | 1985년   | 1979년에 레이 타마키 (麗たまき)로 개명                                             |
| 薫怜奈          | 1월 24일  | 효고현 다카라즈카시          | 쇼인죠시가쿠인                 | 본명                                                   | 카오루, 타우치         | 남역 | 1981년   |                                                                                    |
| 카오루 레나     | 1월 24일  | 효고현 다카라즈카시          | 쇼인죠시가쿠인                 | 본명                                                   | 카오루, 타우치         | 남역 | 1981년   |                                                                                    |
| 加彩りか        | 8월 30일  | 사이타마현 사이타마시        | 히바리가오카가쿠엔중학교       | 가족이 결정                                            | 리카짱                 | 여역 | 1982년   | 다카라즈카 음악학교 발레강사 스즈키 리카 (鈴木里佳) 스즈키 발레 아트 스튜디오 대표 |
| 카사이 리카     | 8월 30일  | 사이타마현 사이타마시        | 히바리가오카가쿠엔중학교       | 가족이 결정                                            | 리카짱                 | 여역 | 1982년   | 다카라즈카 음악학교 발레강사 스즈키 리카 (鈴木里佳) 스즈키 발레 아트 스튜디오 대표 |
| 柏木けい        | 12월 16일 | 카나가와현 요코하마시        | 소우신여학교                   | 존경하는 선생님이 명명                                 | 삿사                   | 남역 | 1981년   |                                                                                    |
| 카시와기 케이   | 12월 16일 | 카나가와현 요코하마시        | 소우신여학교                   | 존경하는 선생님이 명명                                 | 삿사                   | 남역 | 1981년   |                                                                                    |
| 葛城ゆい        | 1월 5일   | 오사카부 미노오시            | 미노오고등학교                 |                                                        | 챠라                   | 여역 | 1984년   | 배우                                                                               |
| 카츠라기 유이   | 1월 5일   | 오사카부 미노오시            | 미노오고등학교                 |                                                        | 챠라                   | 여역 | 1984년   | 배우                                                                               |
| 上代粧子        | 1월 26일  | 도쿄도                       | 야마와키가쿠엔                 |                                                        | 피요코, 피요짱, 쇼코짱 | 여역 | 1988년   |                                                                                    |
| 카미시로 쇼코   | 1월 26일  | 도쿄도                       | 야마와키가쿠엔                 |                                                        | 피요코, 피요짱, 쇼코짱 | 여역 | 1988년   |                                                                                    |
| 加茂川志ぶき    | 3월 15일  | 오사카부                     | 세이토쿠가쿠엔고등학교         | 교토의 상징적인 강, 조용한 물살 속으로 약동을 표현한다 | 미즈노, 앗코           | 남역 | 1985년   |                                                                                    |
| 카모가와 시부키 | 3월 15일  | 오사카부                     | 세이토쿠가쿠엔고등학교         | 교토의 상징적인 강, 조용한 물살 속으로 약동을 표현한다 | 미즈노, 앗코           | 남역 | 1985년   |                                                                                    |
| 北いずみ        | 8월 8일   | 도쿄도 나카노구              | 시라유리가쿠엔                 | 존경하는 선생님이 명명                                 | 이즈미짱               | 여역 | 1987년   |                                                                                    |
| 키타 이즈미     | 8월 8일   | 도쿄도 나카노구              | 시라유리가쿠엔                 | 존경하는 선생님이 명명                                 | 이즈미짱               | 여역 | 1987년   |                                                                                    |
| 絹なみ紀        | 9월 9일   | 도쿄도 세타가야구            | 나카노구립제5중학교            | 지인이 명명                                            | 키누짱, 나미키         | 여역 | 1982년   |                                                                                    |
| 키누 나미키     | 9월 9일   | 도쿄도 세타가야구            | 나카노구립제5중학교            | 지인이 명명                                            | 키누짱, 나미키         | 여역 | 1982년   |                                                                                    |
| 草笛雅子        | 7월 18일  | 효고현 고베시 키타구         | 고베키타고등학교               | 숙모가 명명                                            | 마사코, 부랏키-        | 여역 | 1985년   | 배우 숙모 쿠사부에요시코 (16)                                                      |
| 쿠사부에 마사코 | 7월 18일  | 효고현 고베시 키타구         | 고베키타고등학교               | 숙모가 명명                                            | 마사코, 부랏키-        | 여역 | 1985년   | 배우 숙모 쿠사부에요시코 (16)                                                      |
| 渓夏子          | 11월 6일  | 도쿄도 신주쿠구              | 토시마가오카죠시가쿠엔         | 존경하는 선생님이 명명                                 | 이쿠미                 | 남역 | 1982년   |                                                                                    |
| 케이 나츠코     | 11월 6일  | 도쿄도 신주쿠구              | 토시마가오카죠시가쿠엔         | 존경하는 선생님이 명명                                 | 이쿠미                 | 남역 | 1982년   |                                                                                    |
| 弦さやか        | 11월 12일 | 효고현 고베시                | 모토야마중학교                 |                                                        | 키요코, 마루코, 사야카 | 남역 | 1986년   |                                                                                    |
| 겐 사아캬       | 11월 12일 | 효고현 고베시                | 모토야마중학교                 |                                                        | 키요코, 마루코, 사야카 | 남역 | 1986년   |                                                                                    |
| 郷真由加        | 11월 18일 | 히로시마현 후쿠야마시        | 후쿠야마아케노호시여자고등학교 | 가족이 고안                                            | 사이코                 | 남역 | 1988년   | 배우                                                                               |
| 고 마유카       | 11월 18일 | 히로시마현 후쿠야마시        | 후쿠야마아케노호시여자고등학교 | 가족이 고안                                            | 사이코                 | 남역 | 1988년   | 배우                                                                               |
| 胡蝶舞花        | 1월 31일  | 오사카부                     | 오사카신아이죠가쿠인           |                                                        | 케이코, 루루           | 여역 | 1983년   |                                                                                    |
| 코쵸 마이카     | 1월 31일  | 오사카부                     | 오사카신아이죠가쿠인           |                                                        | 케이코, 루루           | 여역 | 1983년   |                                                                                    |
| このみ芝麻      | 3월 28일  | 도쿄도 미나토구              | 공립여자중학교                 |                                                        | 토모코                 | 남역 | 1982년   |                                                                                    |
| 코노미 시마     | 3월 28일  | 도쿄도 미나토구              | 공립여자중학교                 |                                                        | 토모코                 | 남역 | 1982년   |                                                                                    |
| 紫苑ゆう        | 3월 25일  | 효고현 고베시                | 효고현립미카게고등학교         |                                                        | 시메, 낫짱             | 남역 | 1994년   | 다카라즈카 음악학교 연극강사                                                       |
| 시온 유우       | 3월 25일  | 효고현 고베시                | 효고현립미카게고등학교         |                                                        | 시메, 낫짱             | 남역 | 1994년   | 다카라즈카 음악학교 연극강사                                                       |
| 芹名香草        | 4월 24일  | 오사카부 오사카시 스미요시구 | 스미요시중학교                 | 지인이 명명                                            | 나오미                 | 여역 | 1982년   |                                                                                    |
| 세리나 카구사   | 4월 24일  | 오사카부 오사카시 스미요시구 | 스미요시중학교                 | 지인이 명명                                            | 나오미                 | 여역 | 1982년   |                                                                                    |
| 高原るみ花      | 6월 17일  | 나가노현 카미이나군          | 이나야요이가오카고등학교       | 할아버지와 아버지가 고안                               | 우라짱                 | 남역 | 1987년   |                                                                                    |
| 타카하라 루미카 | 6월 17일  | 나가노현 카미이나군          | 이나야요이가오카고등학교       | 할아버지와 아버지가 고안                               | 우라짱                 | 남역 | 1987년   |                                                                                    |
| 匠鴻            | 1월 30일  | 오사카부 오사카시            | 슈쿠가와가쿠인                 | 언제까지나 노력해서 예도의 길에 날개를 박듯이          | 치-짱, 코-짱, 포파이   | 남역 | 1982년   | 전남편 니시다 카즈아키                                                             |
| 타쿠미 코우     | 1월 30일  | 오사카부 오사카시            | 슈쿠가와가쿠인                 | 언제까지나 노력해서 예도의 길에 날개를 박듯이          | 치-짱, 코-짱, 포파이   | 남역 | 1982년   | 전남편 니시다 카즈아키                                                             |
| 竹城琴絵        | 3월 5일   | 나라현                       | 오사카죠시가쿠엔               | 일한지장 (日限地蔵)이 명명                             | 카즈짱, 코토에짱, 칸코 | 여역 | 1984년   |                                                                                    |
| 타케시로 코토에 | 3월 5일   | 나라현                       | 오사카죠시가쿠엔               | 일한지장 (日限地蔵)이 명명                             | 카즈짱, 코토에짱, 칸코 | 여역 | 1984년   |                                                                                    |
| 珠みゆき        | 12월 17일 | 오사카부 스이타시            | 소우아이가쿠엔                 |                                                        | 라비                   | 여역 | 1982년   | 배우 후지카와 마치코                                                               |
| 타마 미유키     | 12월 17일 | 오사카부 스이타시            | 소우아이가쿠엔                 |                                                        | 라비                   | 여역 | 1982년   | 배우 후지카와 마치코                                                               |
| 千夏さゆり      | 11월 19일 | 도쿄도                       | 후타바고등학교                 | 존경하는 선생님이 명명                                 | 마리짱                 | 여역 | 1981년   |                                                                                    |
| 치나츠 사유리   | 11월 19일 | 도쿄도                       | 후타바고등학교                 | 존경하는 선생님이 명명                                 | 마리짱                 | 여역 | 1981년   |                                                                                    |
| 翼ひかる        | 7월 25일  | 오사카부 이바라키시          | 무코가와가쿠인                 | 희망을 향하여 날개를 흔들듯이                          | 히카루짱, 츠바사       | 여역 | 1985년   | 여동생 츠바사 유우키 (64) 여동생 후쿠마 미사 남동생 후쿠마 하지메                  |
| 츠바사 히카루   | 7월 25일  | 오사카부 이바라키시          | 무코가와가쿠인                 | 희망을 향하여 날개를 흔들듯이                          | 히카루짱, 츠바사       | 여역 | 1985년   | 여동생 츠바사 유우키 (64) 여동생 후쿠마 미사 남동생 후쿠마 하지메                  |
| 翼悠貴          | 1월 11일  | 오사카부 이바라키시          | 무코가와가쿠인                 | 꿈과 희망이 있으니까                                   | 뭇짱                   | 남역 | 1985년   | 언니 츠바사 히카루 (64) 동생 후쿠마 하지메 배우 후쿠마 무츠미                      |
| 츠바사 유우키   | 1월 11일  | 오사카부 이바라키시          | 무코가와가쿠인                 | 꿈과 희망이 있으니까                                   | 뭇짱                   | 남역 | 1985년   | 언니 츠바사 히카루 (64) 동생 후쿠마 하지메 배우 후쿠마 무츠미                      |
| 渚りら          | 3월 5일   | 도쿄도                       | 공립여자고등학교               | 가족이 고안                                            | 모모짱                 | 여역 | 1981년   |                                                                                    |
| 나기사 리라     | 3월 5일   | 도쿄도                       | 공립여자고등학교               | 가족이 고안                                            | 모모짱                 | 여역 | 1981년   |                                                                                    |
| にしき望結      | 4월 30일  | 카고시마현 카고시마시        | 킨코우완고등학교               |                                                        | 토미, 모유             | 남역 | 1982년   |                                                                                    |
| 니시키 모유     | 4월 30일  | 카고시마현 카고시마시        | 킨코우완고등학교               |                                                        | 토미, 모유             | 남역 | 1982년   |                                                                                    |
| 仁科有理        | 12월 2일  | 카나가와현 요코하마시        | 아오야마중학교                 | 존경하는 사람이 명명                                   | 니나짱, 한미           | 여역 | 1990년   | 배우                                                                               |
| 니시나 유리     | 12월 2일  | 카나가와현 요코하마시        | 아오야마중학교                 | 존경하는 사람이 명명                                   | 니나짱, 한미           | 여역 | 1990년   | 배우                                                                               |
| 花佳世乃        | 12월 28일 | 도쿄도                       | 케이센죠가쿠엔                 | 가족이 고안                                            | 릿코                   | 여역 | 1980년   |                                                                                    |
| 하나 카요노     | 12월 28일 | 도쿄도                       | 케이센죠가쿠엔                 | 가족이 고안                                            | 릿코                   | 여역 | 1980년   |                                                                                    |
| 花田あい        | 9월 28일  | 도쿄도 미나토구              | 공립여자고등학교               | 어머니가 고안                                          | 에츠코, 엣짱           | 여역 | 1982년   |                                                                                    |
| 하나다 아이     | 9월 28일  | 도쿄도 미나토구              | 공립여자고등학교               | 어머니가 고안                                          | 에츠코, 엣짱           | 여역 | 1982년   |                                                                                    |
| 柊和希          | 2월 10일  | 오사카부 이바라키시          | 미나미중학교                   | 자신의 희망을 향하여 똑바로 전진해간다                 | 카즈키, 캇짱, 토미키치 | 남역 | 1988년   | 코우 카즈키 (幸和希)로 개명 배우                                                   |
| 히이라기 카즈키 | 2월 10일  | 오사카부 이바라키시          | 미나미중학교                   | 자신의 희망을 향하여 똑바로 전진해간다                 | 카즈키, 캇짱, 토미키치 | 남역 | 1988년   | 코우 카즈키 (幸和希)로 개명 배우                                                   |
| ひびき美都      | 7월 8일   | 후쿠오카현 후쿠오카시 츄오구 | 후쿠오카죠가쿠인고등학교       | 가족이 고안                                            | 캬루, 카오루짱         | 여역 | 1991년   | 일본무용・ 藤間勘翔                                                                |
| 히비키 미토     | 7월 8일   | 후쿠오카현 후쿠오카시 츄오구 | 후쿠오카죠가쿠인고등학교       | 가족이 고안                                            | 캬루, 카오루짱         | 여역 | 1991년   | 일본무용・ 藤間勘翔                                                                |
| 富美さかえ      | 3월 9일   | 아이치현 나고야시            | 히비노중학교                   | 존경하는 선생님이 명명                                 | 후미, 후미짱           | 여역 | 1987년   |                                                                                    |
| 후미 사카에     | 3월 9일   | 아이치현 나고야시            | 히비노중학교                   | 존경하는 선생님이 명명                                 | 후미, 후미짱           | 여역 | 1987년   |                                                                                    |
| 星邑礼緒        | 11월 19일 | 도쿄도 시나가와구            | 도쿄가정대학부속여자고등학교   | 부모님이 고안                                          | 라코                   | 남역 | 1988년   | 배우 오오누마 유리코                                                               |
| 호시무라 레오   | 11월 19일 | 도쿄도 시나가와구            | 도쿄가정대학부속여자고등학교   | 부모님이 고안                                          | 라코                   | 남역 | 1988년   | 배우 오오누마 유리코                                                               |
| 舞奈ゆみ        | 5월 11일  | 카나가와현 요코하마시        | 요코하마후타바가쿠엔 중등부    | 존경하는 선생님이 명명                                 | 마이나, 윳코           | 여역 | 1980년   | 남편 호즈미 페페                                                                   |
| 마이나 유미     | 5월 11일  | 카나가와현 요코하마시        | 요코하마후타바가쿠엔 중등부    | 존경하는 선생님이 명명                                 | 마이나, 윳코           | 여역 | 1980년   | 남편 호즈미 페페                                                                   |
| 御織ゆみ乃      | 11월 24일 | 오사카부 미노오시            | 미노오고등학교                 | 존경하는 선생님이 명명                                 | 미오리, 유미노         | 여역 | 1989년   | 다카라즈카 가극단 전속 안무가                                                      |
| 미오리 유미노   | 11월 24일 | 오사카부 미노오시            | 미노오고등학교                 | 존경하는 선생님이 명명                                 | 미오리, 유미노         | 여역 | 1989년   | 다카라즈카 가극단 전속 안무가                                                      |
| 八世路るか      | 8월 21일  | 효고현 다카라즈카시          | 슈쿠가와가쿠인                 | 지인이 명명                                            | 마유미, 루카           | 남역 | 1984년   |                                                                                    |
| 야요지 루카     | 8월 21일  | 효고현 다카라즈카시          | 슈쿠가와가쿠인                 | 지인이 명명                                            | 마유미, 루카           | 남역 | 1984년   |                                                                                    |
| 夕なぎ志帆      | 10월 1일  | 도쿄도 스기나미구            | 니시노미야중학교               | 백인일수                                               | 엣짱                   | 여역 | 1982년   |                                                                                    |
| 유우나기 시호   | 10월 1일  | 도쿄도 스기나미구            | 니시노미야중학교               | 백인일수                                               | 엣짱                   | 여역 | 1982년   |                                                                                    |
| 夢苑あやめ      | 5월 16일  | 도쿄도                       | 타바타중학교                   | 지인이 명명                                            | 준코짱, 아야메         | 여역 | 1982년   |                                                                                    |
| 유메조노 아야메 | 5월 16일  | 도쿄도                       | 타바타중학교                   | 지인이 명명                                            | 준코짱, 아야메         | 여역 | 1982년   |                                                                                    |
| 麗香龍          | 10월 22일 | 타이완성 타이난시            | 도쿄성전음악학교               | 본명                                                   | 피-샹                  | 남역 | 1981년   | 류 레이카 (龍麗香)로 개명                                                          |
| 레이카 류       | 10월 22일 | 타이완성 타이난시            | 도쿄성전음악학교               | 본명                                                   | 피-샹                  | 남역 | 1981년   | 류 레이카 (龍麗香)로 개명                                                          |
| 和花さつ希      | 5월 28일  | 효고현 고베시                | 마이코고등학교                 | 탄생월 (5월)의 꽃                                      | 야-토                  | 여역 | 1982년   |                                                                                    |
| 와카 사츠키     | 5월 28일  | 효고현 고베시                | 마이코고등학교                 | 탄생월 (5월)의 꽃                                      | 야-토                  | 여역 | 1982년   |                                                                                    |